# Cladograma

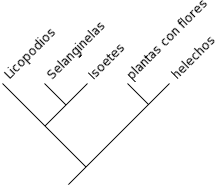
Exemple de cladograma

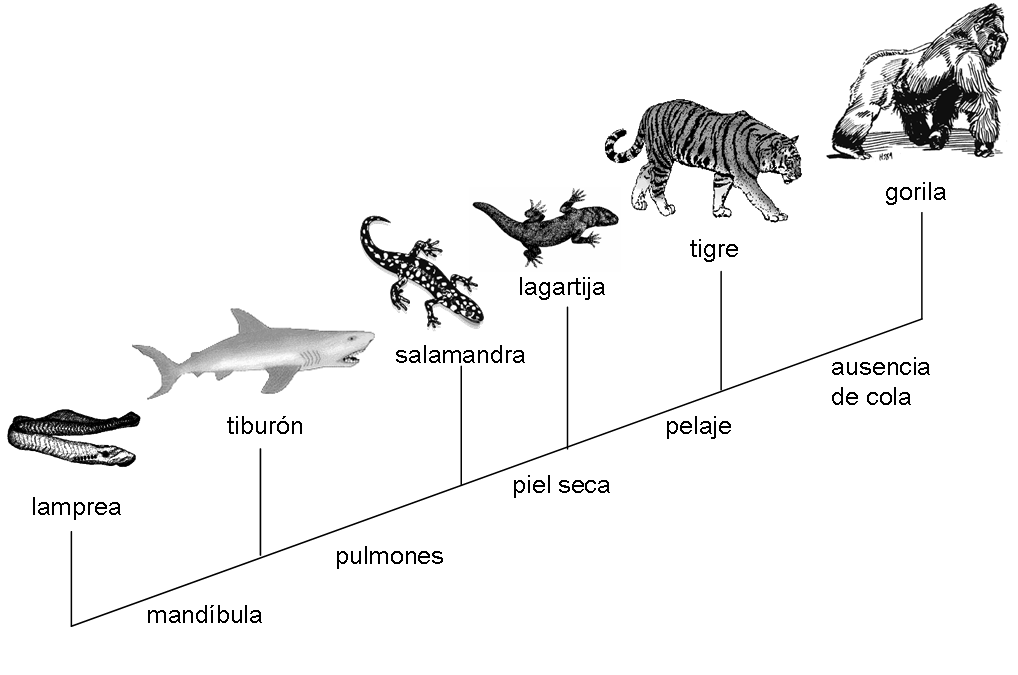
Cladograma simple d'espècies amb característiques derivades.

Un cladograma és un diagrama representatiu en la classificació biològica taxonòmica dels organismes, en el qual es mostra la relació entre diferents espècies segons una característica derivada, resultat de l'anàlisi cladística d'una espècie. Els cladogrames són importants eines filogenètiques per a l'estudi de conceptes científics.
Els cladogrames són similars als diagrames de pedigrí, o bé als genogrames. Tanmateix, aquests últims contenen informació de descendència directa d'individus, mentre que un cladograma només representa una descendència hipotètica, a més de ser de diverses espècies i no d'organismes d'una de sola.
Les característiques derivades de les espècies en qualsevol representació filogenètica es refereix a les característiques que una espècie va heretar els seus descendents que van canviar i van agregar noves característiques, fins i tot modificant parcialment la derivada, però aquesta es conserva en la seva descendència, establint llaços entre les espècies proveïdors de bases per a la classificació.
Els cladogrames així proveeixen una imatge visual de com a espècies noves contenen encara característiques heretades d'antigues espècies. En referir-se a una característica derivada, totes les espècies subseqüents en un cladograma han de tenir aquesta característica derivada específica.